# Passeig per l'amor i la mort
Passeig per l'amor i la mort (A Walk with Love and Death) és una pel·lícula nord-americana de 1969 dirigida per John Huston.
La història està basada en la novel·la del mateix nom de Hans Koning, publicada en 1961. Va significar l'estrena en la pantalla de Anjelica Huston, filla del propi director.

## Argument
En 1358, durant la Guerra dels Cent Anys, un jove francès emprèn un viatge pel seu país, tenint com a meta arribar al mar. En el seu viatge és testimoni del caos, la mort i la fam que delma la societat. Senyors feudals en guerres sense una altra causa que fer la guerra, i camperols que comencen a formar exèrcits. Els camps assolats per bandolers i senyors de la guerra. Però entre tanta mort i desolació, es troba amb la filla d'un senyor feudal, que serà com una llum en la seva fosca vida.